# Бюльбюль сіроголовий
Бюльбю́ль сіроголовий (Brachypodius priocephalus) — вид горобцеподібних птахів родини бюльбюлевих (Pycnonotidae). Ендемік Індії.

## Опис

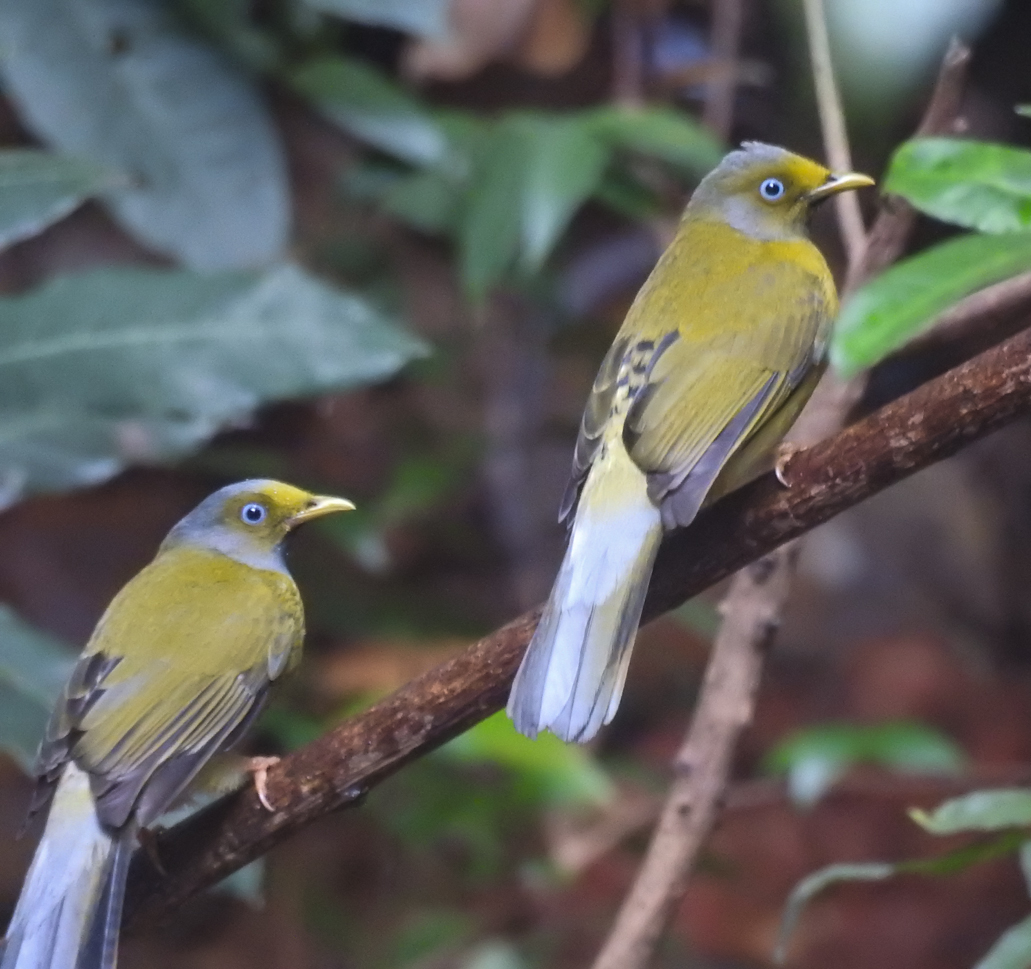
Пара сіроголових бюльбюлів

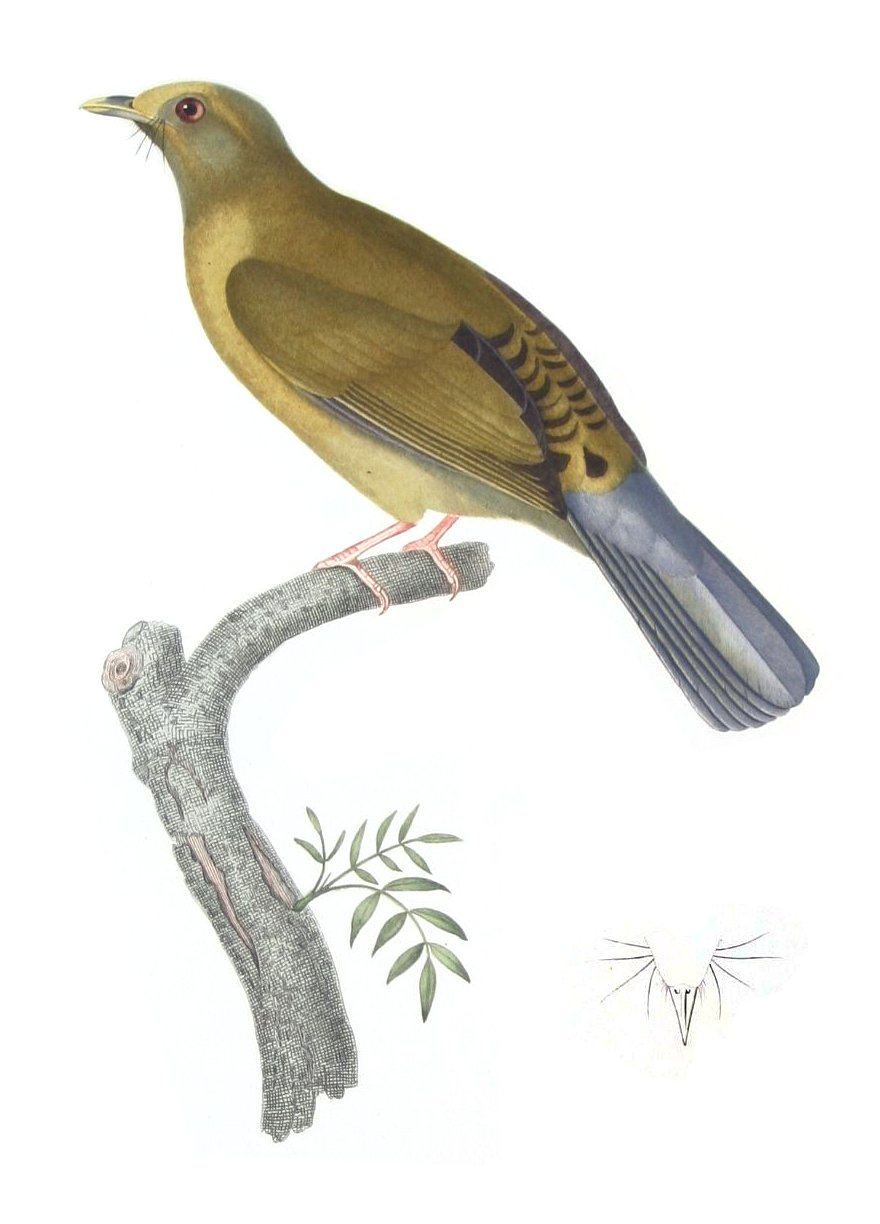
Сіроголовий бюльбюль

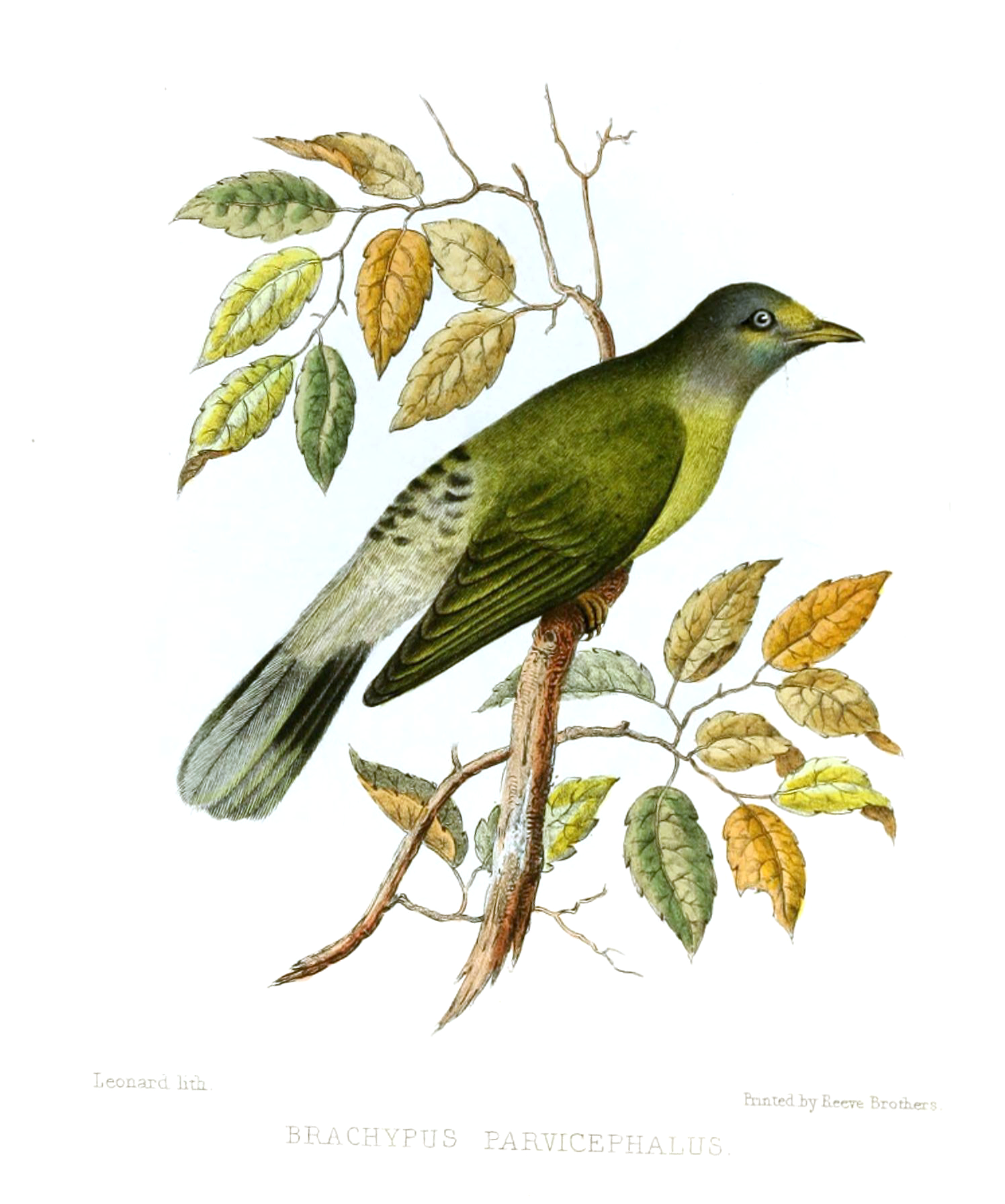
Сіроголовий бюльбюль

Довжина птаха становить 14-15 см, довжина голови 33-35 мм, довжина хвоста 74-77 мм. Виду не притаманний статевий диморфізм. Забарвлення переважно оливково-зелене, тім'я, потилиця і горло сірі, лоб жовтувато-зелений. На надхвісті жовтувато-зелені пера з ччорними краями створюють лускоподібний візерунок. Боки темні, сіруваті, гузка сіра. Хвіст сірий. Райдужки блакитнувато-білі. Дзьоб зеленувато-сірий, лапи рожевувато-жовті. У молодих птахів голова темно-оливкова, лоб тьмяно-жовтий. Спів складається з послідовності різких, однотонних звуків, що повторюються, і є нетиповим для бюльбюлевих.

## Поширення і екологія
Сіроголові бюльбюлі мешкають в Західних Гатах на південь від Гоа. Вони живуть в густих вологих тропічних лісах, чагарникових і бамбукових заростях. Віддають перевагу заростям Ochlandra. Зустрічаються на висоті від 700 до 1400 м над рівнем моря, взимку мігрують в долини.

## Поведінка
Сіроголові бюльбюлі зустрічаються поодинці, парами або невеликими зграйками, іноді приєднуються до змішаних зграй птавхів. Живляться переважно плодами, що складають понад 65% їх раціону, а також комахами (близько 30% раціону). Вони живляться, зокрема, плодами Symplocos cochinchinensis, Antidesma menasu, Clerodendrum viscosum, Syzygium cumini, Litsea floribunda, Maesa indica, Callicarpa tomentosa, Leea indica і Lantana camara. 
Сезон розмноження триває з січня по червень з піком в квітні. В кладці 1-2 яйця, інкубаційний період триває 12-14 днів. Яйця світло-лілові або рожевуваті, поцятковані червоними плямками. Насиджують яйця і доглядають за пташенятами і самиці, і самці. Птащенята покидають гніздо на 11-13 день. Пальмові білки Funambulus tristriatus іноді розорюють гнізда сіроголових бюльбюлів.

## Збереження
МСОП класифікує стан збереження цього виду як близький до загрозливого. Сіроголовим бюльбюлям загрожує знищення природного середовища.